# Eurovision Song Contest 1971
Il sedicesimo Gran Premio Eurovisione della Canzone si tenne a Dublino (Irlanda) il 3 aprile 1971.

## Storia
Nel 1971 i quattro Paesi che si erano ritirati l'anno prima ritornarono, accompagnati da Malta che aderì al concorso (ma che arrivò ultima), ristabilendo così il numero di paesi partecipanti a 18. Tornò anche l'Austria che aveva mancato due concorsi. Alcune regole furono modificate, compresa una riguardante il numero di esecutori sulla scena, che fu limitato a sei. Il sistema di voto fu completamente modificato: a ogni partecipante ora fu concesso nominare soltanto due giurati, uno sotto i 25 anni e l'altro sopra. Ogni membro della giuria poteva dare da 1 a 5 punti per ogni canzone. Alcuni giurati diedero una piccola quantità di punti per mantenere le possibilità del loro paese alte; il Lussemburgo diede 43 punti a tutti gli altri Paesi, mentre la Francia 107.
Il Paese vincitore fu Monaco, rappresentato dalla cantante francese Séverine, che allora viveva in Germania Ovest, con Un banc, un arbre, une rue. La star Serge Lama si classificò nono con Un jardin sur la terre, rappresentando la Francia; Katja Ebstein ritornò per il secondo anno e fu terza con il brano Diese welt, per la Germania occidentale. Peter, Marc e Sue furono undicesimi con Les l'illusions de nos 20 ans, rappresentando la Svizzera. Al quinto posto troviamo l'Italia, rappresentata da Massimo Ranieri con il brano L'amore è un attimo.

## Stati partecipanti

Stati partecipanti
Paesi che hanno partecipato in passato ma non nel 1971

Stati partecipanti
     Paesi che hanno partecipato in passato ma non nel 1971
| Stato                   | Artista                       | Brano                          | Lingua           | Processo di selezione                                                             |
| ----------------------- | ----------------------------- | ------------------------------ | ---------------- | --------------------------------------------------------------------------------- |
| Austria                 | Marianne Mendt                | Musik                          | Tedesco Viennese | Interno                                                                           |
| Belgio                  | Jacques Raymond & Lily Castel | Goeiemorgen, morgen            | Olandese         | Eurosong 1971, 6 febbraio 1971                                                    |
| Finlandia               | Markku Aro & Koivistolaiset   | Tie uuteen päivään             | Finlandese       | Euroviisukarsinta 1971, 13 febbraio 1971                                          |
| Francia                 | Serge Lama                    | Un jardin sur la terre         | Francese         | Interno                                                                           |
| Germania                | Katja Ebstein                 | Diese Welt                     | Tedesco          | Interno per l'artista; Ein Lied für Dublin per il brano, 27 febbraio 1971         |
| Irlanda (organizzatore) | Angela Farrell                | One Day Love                   | Inglese          | National Song Contest 1971                                                        |
| Italia                  | Massimo Ranieri               | L'amore è un attimo            | Italiano         | Canzonissima 1970 per l'artista, 6 gennaio 1971; Scelta interna per il brano      |
| Jugoslavia              | Kićo Slabinac                 | Tvoj dječak je tužan           | Croato           | Jugovizija 1971                                                                   |
| Lussemburgo             | Monique Melsen                | Pomme, pomme, pomme            | Francese         | Interno                                                                           |
| Malta                   | Joe Grech                     | Marija l-Maltija               | Maltese          | Malta Song for Europe 1971                                                        |
| Norvegia                | Hanne Krogh                   | Lykken er                      | Norvegese        | Melodi Grand Prix 1971, 20 febbraio 1971                                          |
| Paesi Bassi             | Saskia & Serge                | 'Tijd                          | Olandese         | Interno per l'artista; Nationaal Songfestival 1971 per il brano, 24 febbraio 1971 |
| Portogallo              | Tonicha                       | Menina do alto da serra        | Portoghese       | Festival da Canção 1971, 11 febbraio 1971                                         |
| Principato di Monaco    | Séverine                      | Un banc, un arbre, une rue     | Francese         | Interno                                                                           |
| Regno Unito             | Clodagh Rodgers               | Jack in the Box                | Inglese          | Interno per l'artista; A Song For Europe 1971 per il brano, 20 febbraio 1971      |
| Spagna                  | Karina                        | En un mundo nuevo              | Spagnolo         | Pasaporte a Dublín per l'artista, 30 dicembre 1970; Scelta interna per il brano   |
| Svezia                  | Family Four                   | Vita vidder                    | Svedese          | Melodifestivalen 1971, 27 febbraio 1971                                           |
| Svizzera                | Peter, Sue & Marc             | Les illusions de nos vingt ans | Francese         | Interno                                                                           |

## Struttura di voto
Ogni paese ha due giurati, uno sotto e uno sopra, che votano ogni canzone con punti dall'uno al cinque.

## Orchestra
Diretta dai maestri: Johnny Arthey (Regno Unito), Francis Bay (Belgio), Arne Bendiksen (Norvegia), Twanny Chircop (Malta), Jean Claudric (Lussemburgo), Jorge Costa Pinto (Portogallo), Noel Kelehan (Irlanda), Robert Opratko (Austria), Jean-Claude Petit (Monaco), Enrico Polito (Italia), Franck Pourcel (Francia), Miljenko Prohaska (Jugoslavia), Waldo de los Rios (Spagna), Claes Rosendahl (Svezia), Ossi Runne (Finlandia), Dolf van der Linden (Paesi Bassi), Jean-Claude Vannier (Svizzera) e Dieter Zimmermann (Germania).

## Classifica
| N° | Stato                | Cantante                      | Canzone                        | Punti | Posizione |
| -- | -------------------- | ----------------------------- | ------------------------------ | ----- | --------- |
| 01 | Austria              | Marianne Mendt                | Musik                          | 66    | 16        |
| 02 | Malta                | Joe Grech                     | Marija l-Maltija               | 52    | 18        |
| 03 | Principato di Monaco | Séverine                      | Un banc, un arbre, une rue     | 128   | 1         |
| 04 | Svizzera             | Peter, Sue & Marc             | Les illusions de nos vingt ans | 78    | 12        |
| 05 | Germania Ovest       | Katja Ebstein                 | Diese Welt                     | 100   | 3         |
| 06 | Spagna               | Karina                        | En un mundo nuevo              | 116   | 2         |
| 07 | Francia              | Serge Lama                    | Un jardin sur la terre         | 82    | 10        |
| 08 | Lussemburgo          | Monique Melsen                | Pomme, pomme, pomme            | 70    | 13        |
| 09 | Regno Unito          | Clodagh Rodgers               | Jack in the Box                | 98    | 4         |
| 10 | Belgio               | Jacques Raymond & Lily Castel | Goeiemorgen, morgen            | 68    | 14        |
| 11 | Italia               | Massimo Ranieri               | L'amore è un attimo            | 91    | 5         |
| 12 | Svezia               | Family Four                   | Vita vidder                    | 85    | 6         |
| 13 | Irlanda              | Angela Farrell                | One Day Love                   | 79    | 11        |
| 14 | Paesi Bassi          | Saskia & Serge                | Tijd                           | 85    | 6         |
| 15 | Portogallo           | Tonicha                       | Menina do alto da serra        | 83    | 9         |
| 16 | Jugoslavia           | Kruno Slabinac                | Tvoj dječak je tužan           | 68    | 14        |
| 17 | Finlandia            | Markku Aro & Koivistolaiset   | Tie uuteen päivään             | 84    | 8         |
| 18 | Norvegia             | Hanne Krogh                   | Lykken er                      | 65    | 17        |

10 punti
| N. | A                    | Da                                                       |
| -- | -------------------- | -------------------------------------------------------- |
| 6  | Principato di Monaco | Belgio, Germania, Jugoslavia, Norvegia, Svezia, Svizzera |
| 2  | Spagna               | Francia, Monaco                                          |
| 2  | Finlandia            | Belgio, Regno Unito                                      |
| 1  | Portogallo           | Spagna                                                   |